# Màxim Huerta
Màxim Huerta Hernández, né le 26 janvier 1971 à Utiel, est un écrivain, journaliste et homme politique espagnol, membre de l'Académie des sciences et des arts de la télévision d'Espagne.

## Biographie

### Formation
Né en 1971 dans la province de Valence, il obtient une licence en sciences de l'information de l'université CEU San Pablo de Valence, puis une maîtrise en design à l'Istituto Europeo di Design de Madrid.

### Carrière
Il travaille ensuite comme journaliste à Radio 5, puis pour la télévision sur Canal Nou en 1997. Il collabore également à divers journaux, dont Las Provincias.
En 2000, il entre à Telecinco comme présentateur pour la communauté valencienne. De 2005 à 2015, il participe à l'émission d'Ana Rosa Quintana sur cette chaîne.
En littérature, il publie à partir de 2009 des romans, des recueils de nouvelles, un récit de voyage intitulé Mi lugar en el mundo eres tú (2016) et un ouvrage de littérature d'enfance et de jeunesse, Elsa y el mar (2016). Son roman La noche soñada, paru en 2014, remporte la même année le Prix Primavera de Novela.
À partir de 2016, il présente une émission consacrée au cinéma sur TVE, Destinos de película.

### Ministre de la Culture
Le 7 juin 2018, Màxim Huerta est nommé ministre de la Culture et des Sports dans le gouvernement du socialiste Pedro Sánchez. Il annonce six jours plus tard qu'il a remis sa démission, après que la presse a révélé qu'il a été condamné en 2017 pour fraude fiscale,. Son remplacement étant prévu le lendemain, il n'aura exercé ses fonctions qu'une semaine. Il établit donc le record de brièveté à la tête d'un ministère depuis 1977, battant largement José Luis García Ferrero, ministre pendant 82 jours.

### Vie privée
Ouvertement homosexuel, il est célibataire.

## Propos polémiques
Peu après sa nomination, un certain nombre de messages jugés hostiles au sport, ou qualifiés de racistes ou sexistes, publiés sur son compte twitter, ont soulevé la polémique.
Xavier García Albiol, parlementaire du Parti populaire a demandé sa démission du ministère de la culture et des sports pour avoir écrit : « je déteste le sport ».
Huerta a également écrit : « Il n'y a que des noirs en France ? », « En Albanie il y a des noires importées », « Carton rouge immédiatement ! Putain de Hollandais ». Concernant une présentatrice de télévision : « Les nichons d'Ana Rosa valent un prix espagnol » et sur la Catalogne et le souverainisme catalan : « je chie sur ce putain d'indépendantiste » ; plus particulièrement sur la répression policière du 1er octobre « les indépendantistes ont déjà obtenus assez de photos »,.
Par la suite, en prenant ses fonctions, il a déclaré que ce qu'il n'aimait pas, c'était pratiquer le sport mais que les sportifs étaient des héros et qu'il s'occuperait du sport qui fait partie de la culture.

## Œuvre

### Romans
- Una tienda en París (2012) Publié en français sous le titre Une boutique à Paris, Pradès, Sol y Lune éditions, 2018, 292 p. (ISBN 978-2-9542840-5-7)
- La noche soñada (2014)
- No me dejes (Ne me quitte pas) (2015)
- La parte escondida del iceberg (2017)
- Firmamento (2018)

### Recueils de nouvelles
- Que sea la última vez que me llamas Reina de la Tele (2009), un court roman suivi de quelques nouvelles
- El susurro de la caracola (2011), un court roman suivi de quelques nouvelles
- El escritor (2015)

### Récit de voyage
- Mi lugar en el mundo eres tú (2016)

### Ouvrage de littérature d'enfance et de jeunesse
- Elsa y el mar (2016)

## Récompenses et distinctions
- Prix Primavera 2014 pour le roman La noche soñada
- Grand-croix de l'ordre de Charles III (2021)[8]